# Trzęsienie ziemi w Oklahomie (2011)
Trzęsienie ziemi w stanie Oklahoma – wstrząs sejsmiczny o magnitudzie 5,6, jaki nastąpił 6 listopada 2011 roku w amerykańskim stanie Oklahoma, w pobliżu miejscowości Sparks. Oceniono, że był to największy odnotowany wstrząs w historii tego stanu, wyraźnie odczuwany w jego stolicy Oklahoma City. Dzień wcześniej w tej samej okolicy odnotowano wstrząsy o magnitudzie 4,6 i 3,4.
Zgłoszono drobne uszkodzenia domów, w trzech miejscach uszkodzona została autostrada stanowa. Jedna osoba została niegroźnie ranna.